# 宁德世界地质公园
宁德世界地质公园位于中国福建省宁德市，由屏南县白水洋、福安市白云山、福鼎市太姥山三个园区组成，总面积2639．443平方公里。其中白水洋为河床侵蚀地貌、白云山为火山岩山岳地貌，太姥山为晶洞花岗岩山岳地貌。2010年10月3日，联合国教科文组织在希腊莱斯沃斯岛召开的世界地质公园评审大会上将三者联合列为“宁德世界地质公园”。